# Istočni istočnosudanski jezici
Istočni istočnosudanski jezici, ogranak istočnosudanskih jezika koje čin izajedno sa skupinama zapadnom (14), kuliak (3), nilotskom (63). Rašireni su po Sudanu a dijele se na nekoliko užih skupina s 26 jezika:
a. Istočnodžebelski (4): 
a1. Aka-Kelo-Molo (3).
a2. Gaam (1): gaam [tbi]
b. Nara (1): Nara [nrb] (Eritrea)
c. Nubijski (11):
c1. Centralnonubijski (9):
c2. Sjevernonubijski  (1): nobiin [fia]
c3. zapadnonubijski (1): midob [mei]
d. Surmijski (10):
d1. sjevernosurmijski (1): majang [mpe]
d2. Južnosurmijski (9):
a. Jugoistočni (4):
b. Jugozapadni (5):

## Vanjske poveznice
- Ethnologue (14th)
- Ethnologue (15th)